# Arkadiusz Sobkowiak
Arkadiusz Sobkowiak (ur. 30 marca 1973 w Strzelnie) – polski wioślarz, działacz sportowy, olimpijczyk z Sydney 2000.
W trakcie kariery sportowej reprezentował klub Bydgostia Bydgoszcz. Mistrz Polski w roku 1996 w czwórce ze sternikiem oraz w wyścigu długodystansowym w dwójce bez sternika.
Uczestnik mistrzostw świata w:
- Tampere (1995) - 14. miejsce w dwójce bez sternika (partnerem był Tomasz Tomiak)[1],
- Koloni (1998) - 11. miejsce w czwórce bez sternika (partnerami byli: Piotr Basta, Piotr Bochenek, Paweł Jarosiński)[2],
- St. Catharines (1999) - 10. miejsce w czwórce bez sternika (partnerami byli: Piotr Basta, Artur Rozalski, Jacek Streich)[3].

W roku 1998 w Zagrzebiu wywalczył tytuł Akademickiego mistrza świata w czwórce bez sternika (partnerami byli: Piotr Basta, Piotr Bochenek, Paweł Jarosiński).
Na Sydney 2000 wystartował w czwórce bez sternika (partnerami byli: Paweł Jarosiński, Rafał Smoliński, Artur Rozalski). Polska osada odpadła w repesażach.
W latach 2008–2012 był wiceprezesem do spraw sportowych klubu LOTTO-Bydgostia.